# Henicolaboides spinipes
Henicolaboides spinipes es una especie de coleóptero de la familia Attelabidae.

## Distribución geográfica
Habita en la China.